# 86. Internationale Sechstagefahrt
Die 86. Internationale Sechstagefahrt war die Mannschaftsweltmeisterschaft im Endurosport und fand vom 8. bis 13. August 2011 in der finnischen Verwaltungsgemeinschaft Kotka-Hamina sowie der näheren Umgebung statt. Die Nationalmannschaft des Gastgebers Finnland konnte zum achten Mal die World Trophy  gewinnen. Die Nationalmannschaften Frankreichs konnten zum dritten Mal die Junior World Trophy sowie zum vierten Mal in Folge die Women’s Trophy gewinnen.

## Wettkampf

### Organisation
Die Veranstaltung fand nach der 71. Internationalen Sechstagefahrt (1996) zum zweiten Mal in Finnland statt.
Am Wettkampf nahmen 17 Teams für die World Trophy, 14 für die Junior World Trophy, fünf für die Women’s Trophy und 63 Clubteams aus insgesamt 27 Nationen teil. Der Parc fermé befand sich auf einer Mole im Hafen von Kotka.
Deutschland nahm an der World Trophy und Junior World Trophy sowie mit sechs Clubmannschaften teil. Die Schweiz nahm an der World Trophy und Junior World Trophy teil. Fahrer aus Österreich waren nicht am Start.

### 1. Tag
Der Tag begann mit starkem Regen, der den gesamten Vormittag anhielt. Dadurch bildeten sich auf der Etappe Schlammlöcher fernen wurden felsige sowie mit Wurzeln überzogene Abschnitte dadurch extrem rutschig.
Nach dem ersten Fahrtag führte in der World-Trophy-Wertung das gastgebende Team aus Finnland vor Spanien und Australien. Das deutsche Team lag auf dem 11., das Schweizer Team auf dem 14. Platz.
In der Junior-Trophy-Wertung führte das schwedische Team vor Frankreich und Großbritannien. Das deutsche Team lag auf dem 9., das Schweizer Team auf dem 14. Platz. Im deutschen Team schied Benjamin Liebl mit Zeitüberschreitung infolge eines technischen Defektes aus: Die Kettenführung ging an Steinen kaputt. Eine Reparatur brachte nur kurz Abhilfe, später konnte er nicht mehr allein reparieren. Er gab jedoch noch nicht auf und schob sein Motorrad noch kilometerweit, bis er an der folgenden Zeitkontrolle aus der Wertung fiel.
In der Women’s Trophy führte das französische Team vor den Mannschaften aus Schweden und Finnland.
Die Clubwertung führte Team Ostra Junior vor Team West und Husaberg-Czech. Beste deutsche Clubmannschaft war das Team ADMV DMSB 3 auf dem 14. Platz.

### 2. Tag
Die Strecke des zweiten Tages war identisch des ersten Fahrtags. Am Morgen ging wieder ein starker Regenschauer nieder.
Die World-Trophy-Wertung führte wie am Vortag das Team aus Finnland vor Spanien und den USA an. Das deutsche Team verbesserte sich auf den 10. Platz, das Schweizer Team lag weiter auf dem 14. Platz. Im deutschen Team schied Ralf Scheidhauer infolge eines technischen Defektes an Kupplung und, als Folge dessen, an der Zylinderkopfdichtung aus.
In der Junior-Trophy-Wertung führte unverändert das schwedische Team vor Frankreich und Großbritannien. Das deutsche Team lag weiter auf dem 9. Platz, das Schweizer Team verbesserte sich auf den 13. Platz.
In der Women’s Trophy führte weiter das französische Team vor den Mannschaften aus Finnland und Schweden.
Die Clubwertung führte Team West vor Husaberg-Czech und Wellard Club Team. Beste deutsche Clubmannschaft war das Team ADMV DMSB 3 auf dem 11. Platz.

### 3. Tag
Der Fahrtag war wieder von Regenschauern geprägt, was die Rennleitung dazu bewegte in der zweiten Runde eine Sonderprüfung um anspruchsvolle Passagen zu kürzen.
In der World-Trophy-Wertung führte unverändert das Team aus Finnland vor Spanien und den USA. Das deutsche Team verbesserte sich auf den 9., das Schweizer Team auf den 12. Platz.
Die Junior-Trophy-Wertung führte das schwedische Team vor Frankreich und Großbritannien an. Das deutsche Team rutschte auf den 11., das Schweizer Team auf den 14. und damit letzten Platz ab.
In der Women’s Trophy führte das französische Team vor den Mannschaften aus Finnland und Australien.
Die Clubwertung führte wie am Vortag Team West vor Husaberg-Czech und Wellard Club Team. Beste deutsche Clubmannschaft war das Team ADMV DMSB 3 auf dem 10. Platz.

### 4. Tag
Auch am vierten Tag herrschte stark regnerisches Wetter. Bereits vor dem Start hatte man deshalb die Streckenführung in den Sonderprüfungen angepasst.
Am Ende des vierten Fahrtags führte in der World-Trophy-Wertung weiter unverändert das Team aus Finnland vor Spanien und den USA. Das deutsche Team verbesserte sich auf den 6. Platz, das Schweizer Team lag unverändert auf dem 12. Platz.
In der Junior-Trophy-Wertung führte das französische Team vor Schweden und Großbritannien. Das deutsche Team verbesserte sich auf den 10. Platz, das Schweizer Team lag unverändert auf dem 14. Platz.
In der Women’s Trophy lag das französische Team vor den Mannschaften aus Finnland und Australien.
Die Clubwertung führte Husaberg-Czech vor Team West und Wellard Club Team an. Beste deutsche Clubmannschaft war das Team ADMV DMSB 3 auf dem 9. Platz.

### 5. Tag
Der Tag begann sonnig und blieb niederschlagsfrei. Eine zweimal zu fahrende Sonderprüfung wurde bereits vor dem Start ersatzlos gestrichen, da sich der Streckenuntergrund dort in den letzten Tagen extrem verschlechtert hatte.
Die Zwischenstände nach dem fünften Fahrtag: In der World-Trophy-Wertung führte weiter das Team aus Finnland vor Spanien und den USA. Das deutsche Team lag weiter auf dem 6. Platz, das Schweizer Team rutschte auf den 15. Platz ab.
In der Junior Trophy führte weiter das französische Team vor Schweden und Großbritannien. Das deutsche Team lag weiter unverändert auf dem 10. Platz, das Schweizer Team verbesserte sich auf den 13. Platz.
In der Women’s Trophy führte unverändert das französische Team vor den Mannschaften aus Finnland und Australien.
Die Clubwertung führte wie am Vortag Husaberg-Czech vor Team West und Wellard Club Team. Beste deutsche Clubmannschaft war das Team ADMV DMSB 3 auf dem 8. Platz.

### 6. Tag
Das Abschlussrennen fand auf der Motocross-Strecke des „Karhulan Moottorikerho“ nördlich von Kotka statt.

## Endergebnisse

### World Trophy
| Platz | Team                   | Zeit        |
| ----- | ---------------------- | ----------- |
| 1.    | Finnland               | 17:11:11,66 |
| 2.    | Spanien                | 17:41:54,43 |
| 3.    | Vereinigte Staaten     | 18:05:34,86 |
| 4.    | Schweden               | 18:20:34,23 |
| 5.    | Niederlande            | 18:33:29,28 |
| 6.    | Deutschland            | 19:34:44,40 |
| 7.    | Chile                  | 20:19:23,32 |
| 8.    | Portugal               | 22:31:09,59 |
| 9.    | Polen                  | 23:45:31,53 |
| 10.   | Vereinigtes Königreich | 24:27:45,38 |
| 11.   | Italien                | 25:55:13,00 |
| 12.   | Norwegen               | 32:38:52,42 |
| 13.   | Australien             | 26:59:04,63 |
| 14.   | Estland                | 27:38:31,06 |
| 15.   | Schweiz                | 28:31:16,90 |
| 16.   | Island                 | 34:25:52,24 |
| 17.   | Belgien                | 34:56:58,44 |

### Junior World Trophy
| Platz | Team                   | Zeit        |
| ----- | ---------------------- | ----------- |
| 1.    | Frankreich             | 10:47:34,11 |
| 2.    | Schweden               | 11:00:47,31 |
| 3.    | Vereinigtes Königreich | 11:05:16,50 |
| 4.    | Vereinigte Staaten     | 11:34:06,87 |
| 5.    | Australien             | 11:41:28,41 |
| 6.    | Spanien                | 11:47:21,61 |
| 7.    | Italien                | 11:47:37,24 |
| 8.    | Tschechien             | 11:59:29,24 |
| 9.    | Chile                  | 12:07:31,80 |
| 10.   | Deutschland            | 12:21:56,87 |
| 11.   | Niederlande            | 12:23:53,67 |
| 12.   | Finnland               | 19:34:04,04 |
| 13.   | Schweiz                | 22:47:28,67 |
| 14.   | Norwegen               | 25:09:37,85 |

### Women’s World Trophy
| Platz | Team               | Zeit        |
| ----- | ------------------ | ----------- |
| 1.    | Frankreich         | 10:57:22,32 |
| 2.    | Finnland           | 12:09:48,28 |
| 3.    | Australien         | 17:01:38,41 |
| 4.    | Schweden           | 17:06:49,49 |
| 5.    | Vereinigte Staaten | 24:00:00,00 |

### Club Team Award
| Platz                      | Team                              | Zeit        |
| -------------------------- | --------------------------------- | ----------- |
| 1.                         | Husaberg-Czech                    | 11:26:17,90 |
| 2.                         | Team West                         | 11:31:09,22 |
| 3.                         | Wellard Club Team                 | 11:38:32,32 |
| 4.                         | Team Ostra LMS                    | 11:41:27,26 |
| 5.                         | Team Ostra OMK                    | 11:42:49,98 |
| 6.                         | Wales                             | 11:45:52,03 |
| 7.                         | ENC Racing CZ-MK Jiretin          | 12:22:33,55 |
| 8.                         | ADMV DMSB 3                       | 12:40:08,67 |
| 9.                         | Sacu Team Scotland                | 12:46:33,78 |
| 10.                        | Team Ostra FME                    | 13:36:48,04 |
| 000{\displaystyle \vdots } |                                   |             |
| 12.                        | ADAC Hessen/TH/Sachsen DMSB 4     | 13:50:23,59 |
| 000{\displaystyle \vdots } |                                   |             |
| 15.                        | DMV-MSC Freier Grund DMSB 2       | 14:25:40,85 |
| 000{\displaystyle \vdots } |                                   |             |
| 30.                        | ADAC Sachsen/DMSB 1               | 18:13:06,43 |
| 000{\displaystyle \vdots } |                                   |             |
| 49.                        | ADAC Südbayern/Nordrhein DMSB 6   | 25:48:47,21 |
| 000{\displaystyle \vdots } |                                   |             |
| 51.                        | ADAC Hessen/Th.-Nordbayern DMSB 5 | 27:41:14,96 |

### Manufacturer’s Team Award
| Platz | Team                               | Zeit        |
| ----- | ---------------------------------- | ----------- |
| 1.    | KTM 1                              | 10:17:15,61 |
| 2.    | HUSABERG 2                         | 10:59:29,27 |
| 3.    | HUSABERG 3                         | 11:01:26,98 |
| 4.    | HUSABERG 4                         | 11:20:16,67 |
| 5.    | KTM 3                              | 11:23:26,73 |
| 6.    | HUSABERG 6                         | 11:33:39,42 |
| 7.    | HUSABERG 5                         | 12:01:27,64 |
| 8.    | HM HONDA ZANARDO                   | 13:21:33,06 |
| 9.    | KTM 4                              | 13:58:48,31 |
| 10.   | HUSABERG 1                         | 15:16:42,89 |
| 11.   | HUSQVARNA CH RACING MONSTER ENERGY | 17:40:38,64 |
| 12.   | BETA MOTOR                         | 17:54:15,01 |
| 13.   | TM                                 | 18:29:04,23 |
| 14.   | KTM 2                              | 19:04:00,52 |
| 15.   | HUSQVARNA CH RACING MONSTER ENERGY | 24:11:03,22 |

### Einzelwertung
| Klasse | Starter | Gold | Silber | Bronze | ohne Medaille | Ausfall/Disqualifikation | Klassensieger (Motorrad)   | Zeit       |
| ------ | ------- | ---- | ------ | ------ | ------------- | ------------------------ | -------------------------- | ---------- |
| E1 (a) | 44      | 13   | 12     | 7      |               | 12                       | Eero Remes (KTM)           | 3:22:00,63 |
| E2 (b) | 77      | 23   | 27     | 7      |               | 20                       | Kurt Caselli (KTM)         | 3:25:44,67 |
| E3 (c) | 36      | 10   | 11     | 3      |               | 12                       | Marko Tarkkala (Husaberg)  | 3:25:23,78 |
| EW (d) | 14      | 3    | 1      | 2      | 1             | 7                        | Marita Nyqvist (Yamaha)    | 5:01:19,12 |
| C1 (a) | 62      | 13   | 9      | 18     | 5             | 17                       | Adrian Smith (Yamaha)      | 3:42:39,20 |
| C2 (b) | 59      | 8    | 10     | 22     | 2             | 17                       | Olle Lothman (KTM)         | 3:42:17,69 |
| C3 (c) | 64      | 8    | 14     | 22     | 6             | 14                       | Michal Cadlecek (Husaberg) | 3:40:17,57 |
| Gesamt | 356     | 78   | 84     | 81     | 14            | 99                       |                            |            |

## Teilnehmer
| Staat                  | World Trophy Team | Junior Trophy Team                                                                                          | Women´s Trophy Team                                                          | Club-Teams |
| ---------------------- | --- | --- | ---------------------------------------------------------------------------- | --- |
| Andorra                | | |                                                                              | Pirineu |
| Argentinien            | | |                                                                              | Club Argentina |
| Australien             | Kirk Hutton (Yamaha) Glenn Kearney (Husqvarna) Daniel Milner (Yamaha) Matthew Phillips (Yamaha) Toby Price (KTM) Geoff Braico (Husaberg)                     | Scott Keegan (Husqvarna) Josh Ballard (Yamaha) Mitcham Harper (KTM) Mitchell Bowen (KTM)                    | Jessica Gardiner (Yamaha) Alison Parker (Yamaha) Jemma Wilson (Yamaha)       | Number 1 Australia (2 Fahrer) (f) Number 2 Australia (2 Fahrer) (f) |
| Belgien                | Adrien Vandommele (TM) Jean Francois Goblet (Yamaha) Bob van Loovren (Suzuki) Jerome Martiny (Husqvarna) Wim Vanderheyden (Husaberg) Pierre Schmits (KTM)    | |                                                                              | Belgium 1 Dutch Veteran Team (1 Fahrer) (i) |
| Chile                  | Nicolas Urrutia (Yamaha) Christian Ignacio Soto (Honda) Vicente David Israel (Honda) Josue Smith (Honda) Benjamin Israel (Honda) Vivente Garcia (TM)         | Benjamin Herrera (KTM) Javier Garate (KTM) Fernando Demaria (Honda) Gabriel Balut (Yamaha)                  |                                                                              | Chilean Miners |
| Deutschland            | Jörg Haustein (KTM) Daniel Jud (Husaberg) Dennis Schröter (Husqvarna) Ralf Scheidhauer (Beta) Otto Freund (KTM) Gerd Pfefferkorn (KTM)                       | Tilman Krause (KTM) Bruno Wächtler (KTM) Benjamin Liebl (KTM) Marcus Drenske (KTM)                          |                                                                              | ADAC Sachsen/DMSB 1 DMV-MSC Freier Grund DMSB 2 ADMV DMSB 3 ADAC Hessen/TH/Sachsen DMSB 4 ADAC Hessen/Th.-Nordbayern DMSB 5 ADAC Südbayern/Nordrhein DMSB 6                                    |
| Estland                | Toivo Nikopensius (Yamaha) Aigar Leok (TM) Martin Leok (TM) Toomas Triisa (Honda) Tonu Kallast (GasGas) Urmas Poldma (TM)                                    | |                                                                              | Dynaset Offroad Areena (2 Fahrer) (e) |
| Finnland               | Juha Salminen (Husqvarna) Eero Remes (KTM) Jari Mattila (KTM) Marko Tarkkala (Husaberg) Valtteri Salonen (TM) Matti Seistola (Husqvarna)                     | Antti Hellsten (KTM) Kimmo Hurri (KTM) Lauri Pohjonen (KTM) Roni Nikander (Husqvarna)                       | Marita Nyquist (Yamaha) Hanna Mertsalmi (Yamaha) Charlotte Ljunglin (Yamaha) | Club SML Dynaset Offroad Areena (1 Fahrer) (e) Karhulan Moottorikerho Nurmijarven MK Odugliga Racing Club Kaipiainen SML Youth (2 Fahrer) (f) SSMK Salpausselan Moottorikerho Team Motopalvelu |
| Frankreich             | | Alexandre Queyreyre (Yamaha) Benoit Fortunato (Yamaha) Mathias Bellino (Husaberg) Romain Dumontier (Yamaha) | Ludivine Puy (GasGas) Blandine Dufrene (GasGas) Juliette Berez (TM)          | Witley-Merzer (2 Fahrer) (j) |
| Irland                 | | |                                                                              | Foyle Team Ireland |
| Island                 | Jonas Stefansson (Kawasaki) Haukur Thorsteinsson (Kawasaki) Arni Gunnarsson (KTM) Dadi Erlingsson (Yamaha) Stefan Gunnarsson (Husaberg) Kari Jonsson (TM)    | |                                                                              | |
| Israel                 | | |                                                                              | Memsi 1 Moto Club Intimiano N.Noseda B (1 Fahrer) (g) Muriel Racing Team (1 Fahrer) (h) |
| Italien                | Andrea Beconi (Kawasaki) Alex Salvini (Husqvarna) Edoardo d’Ambrosio (Honda) Deny Philippaerts (Beta) Mauricio Micheluz (Fantic) Alessandro Botturi (GasGas) | Jonathan Manzi (KTM) Giacomo Redondi (Husqvarna) Gianluca Martini (Beta) Thomas Oldrati (KTM)               |                                                                              | BBM Racing Motoclub Brembana Moto Club Intimiano N.Noseda A Moto Club Intimiano N.Noseda B (2 Fahrer) (g) Moto Club Italia Moto Club Parini Moto Club Scuderia Dolomiti Oggiono MTG RS Racing  |
| Kanada                 | | |                                                                              | Quab (2 Fahrer) (f) |
| Neuseeland             | | |                                                                              | Wellard Club Team |
| Niederlande            | Ralph Hubers (KTM) Erald Lamertink (Husaberg) Erwin Plekkenpol (KTM) Hans Vogels (Husaberg) Amel Advokaat (Husaberg) Mark Wassink (KTM)                      | Stefan Hage (KTM) Ismo ten Velde (KTM) Robin Nijkamp (KTM) Lucas Dolfing (TM)                               |                                                                              | Dutch Veteran Team (2 Fahrer) (i) Enterse Motorclub/EMC MC Toorenteller |
| Norwegen               | Erik Bjercke (KTM) Gjermund Frostad (Suzuki) Terje Berge (KTM) Anders Holmen (Honda) Thomas Dyrkorn (GasGas) Havid Engmark (GasGas)                          | Andre Martinsen (GasGas) Alexander Nyberg (Husqvarna) Benjamin Bergman (GasGas)                             |                                                                              | |
| Polen                  | Karol Kedzierski (Yamaha) Mateusz Bembenik (KTM) Marcin Frycz (KTM) Pawel Szymkowski (Husaberg) Michal Szuster (KTM) Sebastian Krywult (Husaberg)            | |                                                                              | KTM Novi Korona |
| Portugal               | Luis Oliveira (Yamaha) Diogo Ventura (Suzuki) Luis Correia (Yamaha) Paulo Felicia (Yamaha) Goncalo Reis (Honda) Helder Rodrigues (Yamaha)                    | |                                                                              | ISL Portugal |
| Schweden               | Johan Edlund (KTM) Martin Larsson (Husaberg) Daniel Persson (Husaberg) Joakim Ljunggren (Husaberg) Jakob Morhed (Husaberg) Jonas Karlsson (KTM)              | Martin Sundin (Husaberg) Karl Svensson (Husaberg) Johan Carlsson (Beta) Carl Sjoo (Honda)                   | Jessica Jonsson (GasGas) Jessica Malcomsson (Husaberg)                       | Team Ostra FME Team Ostra Gota Team Ostra Junior Team Ostra LMS Team Ostra OMK Team West |
| Schweiz                | Jonathan Rosse (Yamaha) Hubert Zeller (KTM) Aurelien Rothlisberger (KTM) Christophe Robert (KTM) Johann Rosselet (KTM) Marc Bieri (KTM)                      | Ludovic Soltermann (KTM) Thibaud Leiser (KTM) Sullivan Henchoz (KTM) Kevin Murisier (KTM)                   |                                                                              | |
| Slowakei               | | |                                                                              | Enduro Club Puchov Slovakia Turboteam Zatko |
| Spanien                | Victor Guerrero (Yamaha) Mario Ramon (KTM) Lorenzo Santolino (KTM) Cristobal Guerrero (KTM) Ivan Cervantes (GasGas) Oriol Mena (Husaberg)                    | Pau Botella (KTM) Guillem Pares (Suzuki) Eloi Salsench (KTM) Marc Sola (KTM)                                |                                                                              | Moto Club Sitges-Calet Motos Esteve Muriel Racing Team (2 Fahrer) (h) |
| Tschechien             | | Patrik Markvart (KTM) Mil Radovan (KTM) Jakub Sefr (KTM) Milan Engel (KTM)                                  |                                                                              | ENC Racing CZ-MK Jiretin Husaberg-Czech Motosport Bozkov |
| Venezuela              | | |                                                                              | Federacion Motociclista Venezolana |
| Vereinigtes Königreich | Paul Edmondson (KTM) Simon Wakely (Husaberg) Tom Sagar (KTM) Ashley Wood (KTM) Greg Evans (KTM) Jordan Rose (Husqvarna)                                      | Jack Rowland (Husqvarna) Alexander Rockwell (Husaberg) Jonny Walker (KTM) Danny McCanney (KTM)              |                                                                              | Army MCA Sacu Team Scotland St Georges Wales Witley-Merzer (1 Fahrer) (j) |
| Vereinigte Staaten     | Colton Udall (Honda) Destry Abbott (Kawasaki) Russell Bobbitt (KTM) Jimmy Jarrett (Honda) Kurt Caselli (KTM) Nathan Kanney (KTM)                             | Ian Blythe (HM-Honda) Cory Buttrick (KTM) Andrew Delong (KTM) Cody Schafer (Kawasaki)                       | Nicole Bradford (KTM) Amanda Mastin (Husqvarna) Kerrie Swartz (KTM)          | Carter Engineering GoFasters.com Jafmar Missouri Mudders Tony Agonis |